# Glenn Phillips (Cricketspieler)
Glenn Dominic Phillips (* 6. Dezember 1996 in East London, Südafrika) ist ein neuseeländischer Cricketspieler, der seit 2017 für die neuseeländische Nationalmannschaft spielt.

## Kindheit und Ausbildung
Mit fünf Jahren zog Phillips mit seiner Familie von Südafrika nach Neuseeland. In der Folge durchlief er in Auckland den Jugendbereich. Er war Teil des neuseeländischen Teams für den ICC U19-Cricket-Weltmeisterschaft 2016.

## Aktive Karriere
Nachdem er beim nationalen Twenty20-Wettbewerb 2016/17 als bester Batter brillieren konnte, gab Phillips sein Debüt in der Nationalmannschaft im Februar 2017 in der Twenty20-Serie bei der Tour gegen Südafrika. Jedoch spielte er zunächst nur einzelne Spiele auf diesem Niveau. Im Dezember 2017 erreichte er gegen die West Indies sein erstes internationales Fifty über 56 Runs, wofür er als Spieler des Spiels ausgezeichnet wurde. Dennoch konnte er sich zunächst nicht etablieren. Im Januar 2020 gab er dann sein Test-Debüt in Australien, bei dem er ein Fifty über 52 Runs erreichte. Im November 2020 erzielte er gegen die West Indies im zweiten Twenty20 sein erstes Century über 108 Runs aus 51 Bällen. Zum Ende der Saison folgte dann ein weiteres Fifty über 58* Runs gegen Bangladesch, wofür er als Spieler des Spiels ausgezeichnet wurde. Für den zweiten Teil der Indian Premier League 2021 wurde er, nachdem sich Jos Buttler verletzte, von den Rajasthan Royals verpflichtet, nachdem er zuvor schon für die Barbados Royals in der Caribbean Premier League 2021 spielte. Daraufhin wurde er für den ICC Men’s T20 World Cup 2021 nominiert. Dabei war seine beste Leistung 39* Runs gegen Namibia. Im Finale gegen Australien steuerte er 18 Runs bei, was jedoch nicht zum Titelgewinn ausreichte.
Bei der Tour in Irland im Sommer 2022 gab er sein Debüt im ODI-Cricket. In den Twenty20s konnte er dann zwei Half-Centuries (69* und 56* Runs), wofür er jeweils als Spieler des Spiels ausgezeichnet wurde. Im August 2022 folgte dann ein weiteres Fifty über 76 Runs in den West Indies. Bei einem heimischen Drei-Nationen-Turnier zur Vorbereitung auf die Weltmeisterschaft erzielte er gegen Bangladesch ein Fifty über 60 Runs. Beim ICC Men’s T20 World Cup 2022 erzielte er dann in der Super-12-Runde zunächst ein Century über 104 Runs aus 64 Bällen gegen Sri Lanka und wurde dafür als Spieler des Spiels ausgezeichnet. Im darauf folgenden Spiel gegen England gelang ihm dann noch ein weiteres Fifty über 62 Runs. Nach dem Turnier kam das indische Team für eine Tour nach Neuseeland, wobei er ein Half-Century über 54 Runs erzielte. Im Januar folgte ein Fifty über 63* Runs in Pakistan, wofür er ausgezeichnet wurde. In der zugehörigen Test-Serie war er zwar wieder im Kader, kam jedoch nicht zum Einsatz.
Im September 2023 reiste er mit dem Nationalteam nach England, wo ihm je ein Fifty in den Twenty20s (69 Runs) und den ODIs (72 Runs) gelang. Daraufhin wurde er für den Cricket World Cup 2023 nominiert. Hier erzielte er gegen Afghanistan (71 Runs) und Südafrika (60 Runs) jeweils ein Fifty, sowie gegen Australien als Bowler drei Wickets (3/37). Im November kam er dann wieder zurück ins Test-Team, wo er in Bangladesch im ersten Test vier Wickets (4/53) und im zweiten neben drei Wickets (3/31) auch ein Fifty über 87 Runs erzielte. Gegen Pakistan folgte in der Twenty20-Serie im Januar 2024 dann ein Fifty über 70* Runs. Im Februar konnte er beim ersten Test gegen Australien 5 Wickets für 45 Runs und ein Fifty über 71 Runs erreichen.